# Garrowby
Garrowby – osada w Anglii, w hrabstwie East Riding of Yorkshire. Leży 42 km na północny zachód od miasta Hull i 281 km na północ od Londynu.